# Sam Pollock Trophy
Sam Pollock Trophy je každoročně udělovaná trofej v severoamerické hokejové lize AHL týmu, který vyhrál Centrální divizi.

## Držitelé
| Sam Pollock Trophy |                               |                   |
| Sezóna             | Tým                           | Divize            |
| 2024/2025          | Milwaukee Admirals            | Centrální divize  |
| 2023/2024          | Milwaukee Admirals            | Centrální divize  |
| 2022/2023          | Texas Stars                   | Centrální divize  |
| 2021/2022          | Chicago Wolves                | Centrální divize  |
| 2020/2021          | Chicago Wolves                | Centrální divize  |
| 2019/2020          | Milwaukee Admirals            | Centrální divize  |
| 2018/2019          | Chicago Wolves                | Centrální divize  |
| 2017/2018          | Chicago Wolves                | Centrální divize  |
| 2016/2017          | Chicago Wolves                | Centrální divize  |
| 2015/2016          | Milwaukee Admirals            | Centrální divize  |
| 2014/2015          | Utica Comets                  | Severní divize    |
| 2013/2014          | Toronto Marlies               | Severní divize    |
| 2012/2013          | Toronto Marlies               | Severní divize    |
| 2011/2012          | Toronto Marlies               | Severní divize    |
| 2010/2011          | Hamilton Bulldogs             | Severní divize    |
| 2009/2010          | Hamilton Bulldogs             | Severní divize    |
| 2008/2009          | Manitoba Moose                | Severní divize    |
| 2007/2008          | Toronto Marlies               | Severní divize    |
| 2006/2007          | Manitoba Moose                | Severní divize    |
| 2005/2006          | Grand Rapids Griffins         | Severní divize    |
| 2004/2005          | Rochester Americans           | Severní divize    |
| 2003/2004          | Hamilton Bulldogs             | Severní divize    |
| 2002/2003          | Hamilton Bulldogs             | Kanadské divize   |
| 2001/2002          | Quebec Citadelles             | Kanadské divize   |
| 2000/2001          | Saint John Flames             | Kanadské divize   |
| 1999/2000          | Quebec Citadelles             | Atlantické divize |
| 1998/1999          | Lowell Lock Monsters          | Atlantické divize |
| 1997/1998          | Saint John Flames             | Atlantické divize |
| 1996/1997          | St. John's Maple Leafs        | Kanadské divize   |
| 1995/1996          | Prince Edward Island Senators | Atlantické divize |